# Vítor Gaspar
Vítor Louçã Rabaça Gaspar (9 novembre 1960) è un politico portoghese, Ministro delle finanze nel governo di Pedro Passos Coelho dal giugno 2011 al luglio 2013. Aderisce al Partito Social Democratico.
| Controllo di autorità | VIAF (EN) 13207474 · ISNI (EN) 0000 0001 1597 624X · LCCN (EN) no92020547 · GND (DE) 12307679X · J9U (EN, HE) 987007368207005171 |